# Code 612, qui a tué le Petit Prince ?
Code 612, qui a tué le Petit Prince ? est le 17ème livre de Michel Bussi publié le 14 octobre 2021. Il fait partie de la catégorie Thriller et Policier.

## Résumé
75 ans après la parution du Petit Prince, deux personnages, Neven un pilote mécanicien dans l'aéronautique qui n'a pas effectué de vol depuis des années, et Andie, détective débutante pour la Fox Company se lancent dans un fabuleux jeu de piste en suivant l'héritage qu'à laissé le petit prince. En effet, ils se lancent dans la recherche des membres secrets et mystérieux du fameux Club 612, voulant mettre en lumière la disparition de Saint-Exupéry et son dernier ouvrage. Ce livre nous fait voyager, nous faisant traverser New York, l'Arabie Saoudite, le Salvador et bien plus encore, à la recherche des membres éparpillés du club. En effet, les personnages sont tous persuadés que le petit prince est en réalité le testament de son auteur, rempli d'énigmes non résolues et cherchent à résoudre ce mystère fascinant.

## Analyse
Le livre Le Petit Prince est le deuxième livre le plus traduit au monde après la Bible et fait partie des plus vendus, conte étrange, fascinant, poétique et ludique. Il représente l’enfance de tout le monde. Le Petit Prince cet enfant blond comme les blés qui aurait l’air d’être mort et ce ne serait pas vrai, pourtant mordu mortellement par un serpent... Mais s’agit-il de la vérité, n’y a-t-il pas un autre mystère ? Nous sommes-nous déjà demandés  : « Qui a tué le Petit Prince ? » Saint-Exupéry n’aurait-il pas caché l’identité de l’assassin dans son roman ? Lui qui disparaît mystérieusement, quelques mois après la parution de son livre, le 31 juillet 1944 lors d’un vol de reconnaissance au-dessus de la Méditerranée pour rejoindre la France, à bord de son avion, le Lightning P38. Cette mort qui reste tout aussi mystérieuse. Code 612, qui a tué le Petit Prince ? passe en revue hypothèses, coupables, mobiles et théories, pour enfin révéler la vérité stupéfiante sur le secret de Saint-Exupéry, et de son double, le petit prince. Conte merveilleux ou testament crypté , le livre de Michel Bussi établit un parallèle entre la mort du petit prince et la disparition de Saint-Exupéry.

## Le «club 612»
Code 612 est une référence à la planète sur laquelle habite le petit prince, l'astéroïde B612. Des passionnés, les 6 plus grands fans du petit prince composent ce club, dispersés aux quatre coins du monde. Ils reprennent ce nom pour créer un club cherchant à démystifier et résoudre l’histoire de la mort du petit prince ou plutôt l'histoire de la mort d'Antoine de Saint-Exupéry. Depuis toujours, la coïncidence de ces deux morts intrigue le Club 612.

## Le romancier
Le romancier collectionne plus d'une soixante de version du Petit Prince et le cite également dans son premier roman Gravé dans le sable. Le Petit Prince est une véritable source d'inspiration et de nombreuses allusions y sont faites dans ses romans, jusqu'à l'apparition du Code 612. Qui a tué le petit prince ? Il s'agit d'un sacré polar, où le romancier à succès s’est visiblement amusé en écrivant ce livre à clés dans le registre policier avec son enquête, ses fausses pistes et son art de nous emmener là où il le veut. Bussi rend donc un dernier hommage au Petit Prince et à son auteur.

## Revues critiques
- Paris Match[3]
- Ouest France [2]
- Mon petit prince[5]Le figaro[6]
- 20 minutes[1]
- Édition à vue d’œil [4]